# Dignity (Fernsehserie)
Dignity (englisch für Würde) ist eine deutsch-chilenische Thriller-Serie über die christliche Sekte Colonia Dignidad mit unter anderem Marcel Rodriguez, Devid Striesow, Götz Otto, Nils Rovira-Muñoz und Jennifer Ulrich in den Hauptrollen. Sie ist eine Koproduktion der deutschen Streamingplattform Joyn und des chilenischen Fernsehsenders Mega.
Die Serie startete am 19. Dezember 2019 bei Joyns kostenpflichtigem Subscription-Video-on-Demand-Angebot Joyn Plus+ und erhielt von den deutschen Leitmedien positive Kritiken. Unter anderem war sie für den Grimme-Preis 2021 in der Kategorie Fiktion nominiert.
Eine zweite Staffel ist bereits entwickelt worden, wobei eine offizielle Verlängerung seitens Joyn und Mega noch aussteht. Auch mit den US-amerikanischen Unternehmen Amazon und HBO werden Gespräche über eine Serienverlängerung geführt. Beide vertreiben die Serie auf ihren Plattformen im lateinamerikanischen und europäischen Raum.

## Handlung
Die Serie spielt in zwei Zeitebenen: Die Haupthandlung spielt im Jahr 1997. Sie befasst sich mit den Ermittlungen in Parral und Santiago gegen die Sekte Colonia Dignidad. Die zweite Zeitebene findet im Jahr 1976 statt. Hier werden Ereignisse in der Colonia Dignidad beleuchtet, wo die Brüder Leo und Pedro Ramírez leben und vom Anführer Paul Schäfer sexuell missbraucht werden. Pedro bekommt einen Mord an Klaus Becker durch den Sektenarzt Bernard Hausmann bei einem Waffenverkauf an das chilenische Militär mit. Um den Mord zu vertuschen, wird Pedro statt Klaus für tot erklärt. Pedro wird durch Folter einer Gehirnwäsche unterzogen und lebt weiter in der Identität von Klaus. Leo wird nach Deutschland geschickt, wo Schäfer ihm das Jurastudium finanziert.
1997 leitet Leo auf Bitten von Richter Jiménez Ermittlungen gegen Paul Schäfer. Leo ist inzwischen ein junger in Santiago lebender Staatsanwalt. Dem Führer der Colonia Dignidad wird Strafvereitelung, Entführung und Kindesmissbrauch vorgeworfen. Die Kriminalbeamtin für Sexualdelikte, Pamela Rodríguez, unterstützt Ramírez als Einzige von wenigen Polizisten dabei. Die meisten Bewohner Parrals wie der Kriminalpolizei-Chef Martínez sowie politische Akteure aus Santiago wie der Senator Ríos und Abteilungsleiter der deutschen Botschaft Sattelberger erkennen in der Colonia Dignidad soziale Unterstützungen. So ist dort unter der Leitung von Hausmann ein Krankenhaus eingerichtet, in dem arme Bürger Parrals kostenlos behandelt werden. Auch dem Internat, in dem Kinder aus ärmeren Familien Bildung ermöglicht werden, wird große Anerkennung gezollt.
Daher werden die Ermittlungen von mehreren Seiten erschwert. Doch aufgrund Leos eigener Lebens- und Familiengeschichte, der die Colonia Dignidad für den Tod seines Bruders verantwortlich macht, gibt er nicht auf. Von Leos Erfahrungen in der Siedlung wissen unter anderem Pamela und seine Ehefrau Caro allerdings zunächst nicht. Die Ermittlungen werden auch erschwert, weil Schäfer untergetaucht ist und der Siedlungsarzt Bernard Hausmann und die Gehilfin Schäfers Ava ihn decken. Während den Ermittlungen werden Leo und Pamela mehrfach bedroht, als der totgeglaubte Pedro plötzlich in Leos Haus auftaucht. Unter der Androhung, dass sonst seine Freundin Anke Meier getötet wird, wurde er beauftragt, seinen Bruder zu töten. Durch Pedros Auftauchen findet Leo heraus, dass Hausmann den Tod seines Bruders nur vorgetäuscht hat und verhaftet Hausmann wegen Urkundenfälschung und Vertuschung einer Straftat. Kurz darauf kommt er jedoch wieder frei, da Pamela wichtige Beweismittel verschwinden ließ. Hintergrund ist, dass ihre Familie seitens Joel Carrillo, ein Mitarbeiter des Senators Ríos, bedroht wird.
Bei einer von zahlreichen Polizeidurchsuchungen schafft es Anke, aus der Siedlung zu fliehen. Die Flucht wird von Leo bemerkt und er vereint sie wieder mit seinem Bruder. Caro möchte ihnen bei der Deutschen Botschaft deutsche Pässe verschaffen. Sattelberger bekommt das Vorhaben jedoch mit und gibt es der Colonia Dignidad weiter. Sie entführen Pedro und bringen sie zurück in die Siedlung. Kurz darauf bricht Leo dort ein und befreit seinen Bruder. Gemeinsam stoßen sie auf Schäfers Versteck und spüren ihn auf. Obwohl Leo und Pedro die Möglichkeit haben, ihn zu erschießen, lassen sie Schäfer laufen. Acht Monate später treten Anke und Pedro in einer Talkshow in Deutschland auf und berichten von ihren traumatischen Erlebnissen in der Colonia Dignidad, während Leo und Caro Eltern geworden sind. Schäfer konnte mit seiner Gehilfin Ava fliehen und lebt auf einem Gut irgendwo in Südamerika.

## Besetzung

Hauptdarsteller (Auswahl)
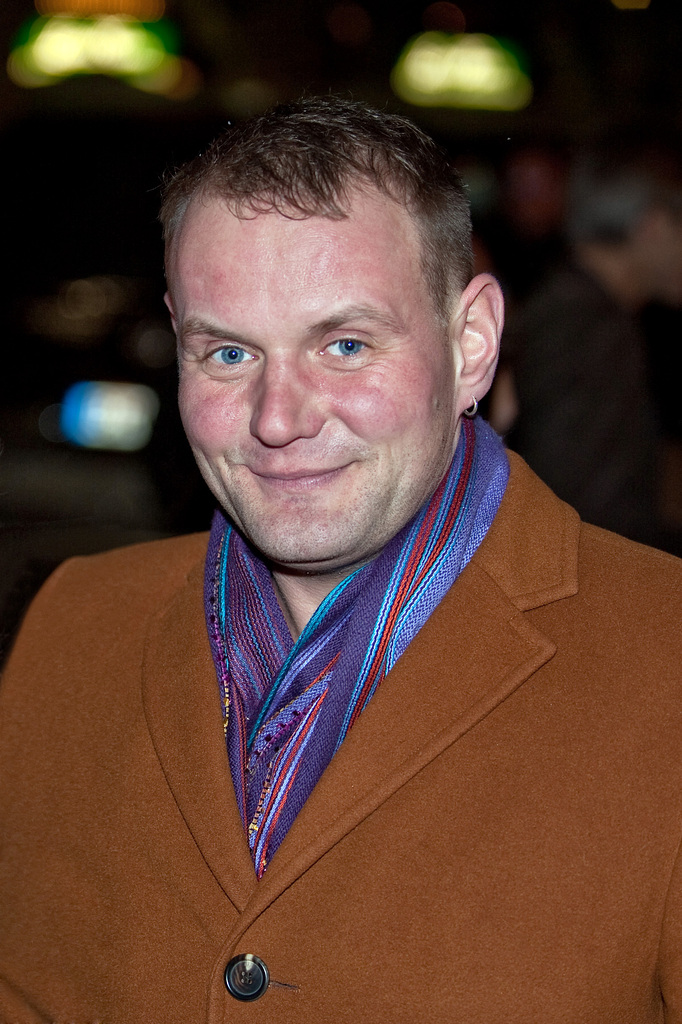
Devid Striesow (2010)
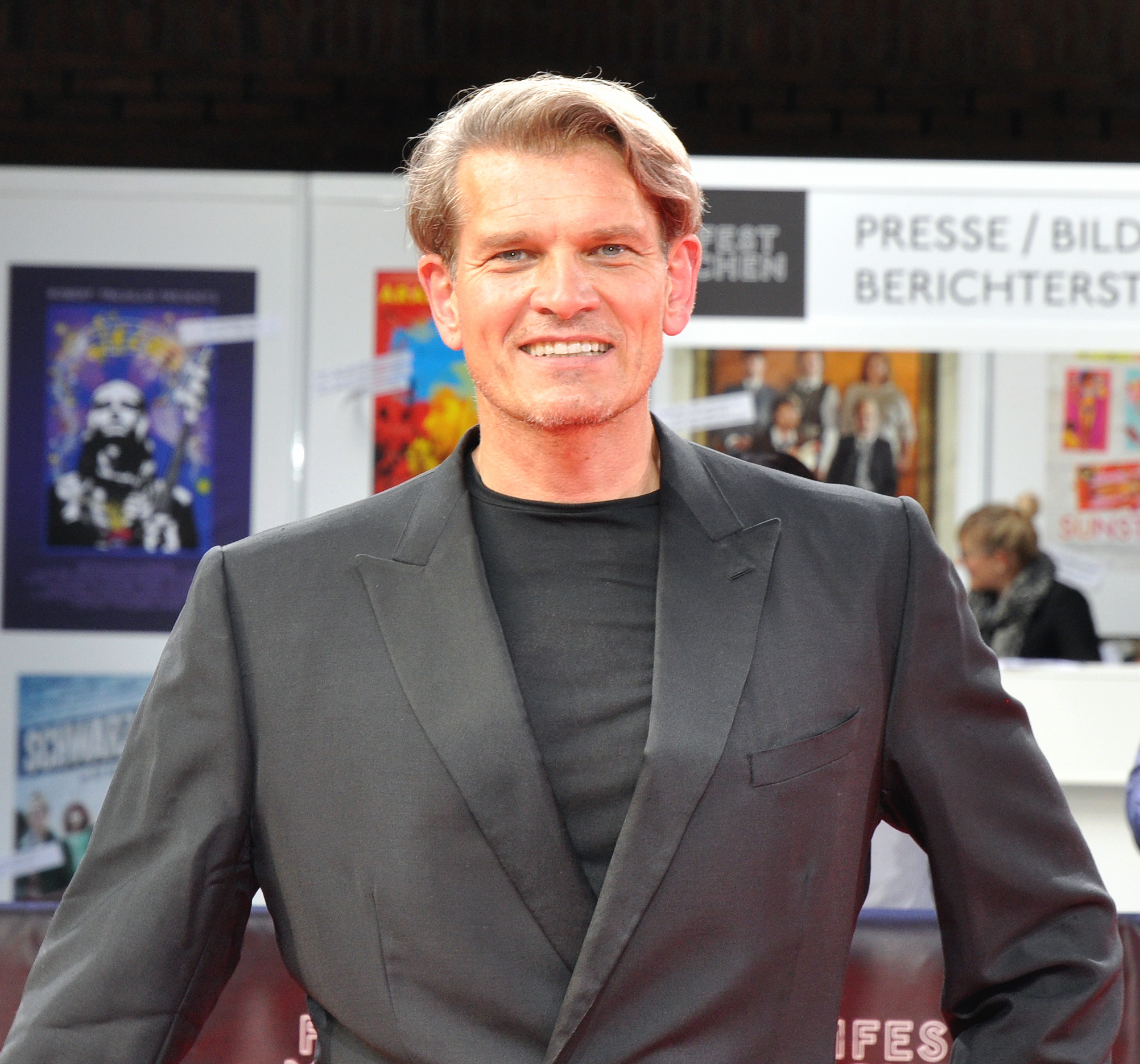
Götz Otto (2015)
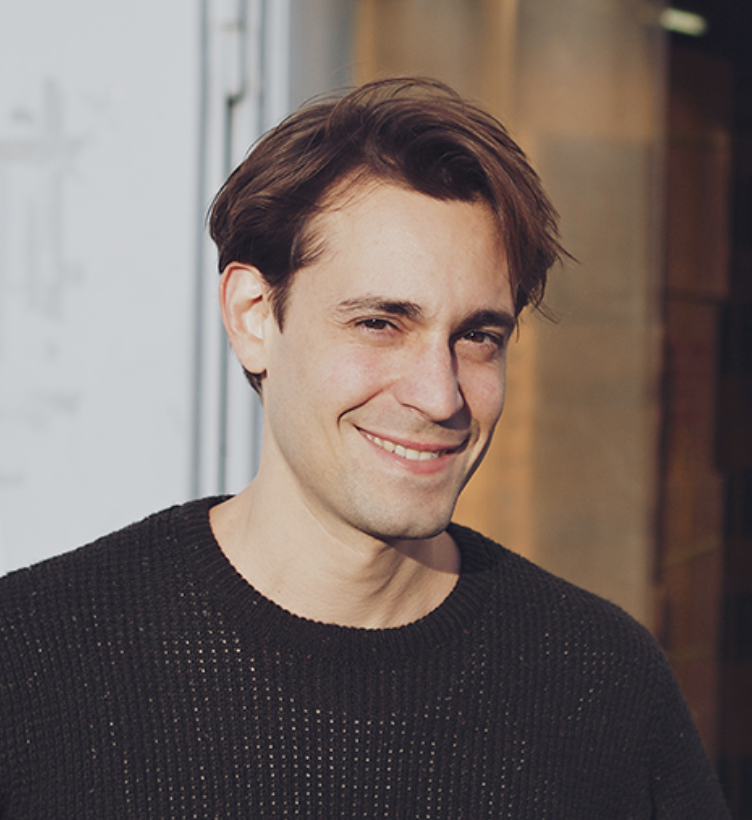
Marcel Rodriguez (2016)
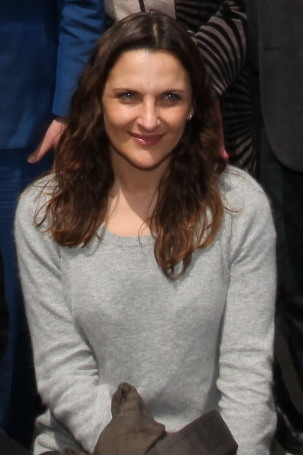
Antonia Zegers (2013)
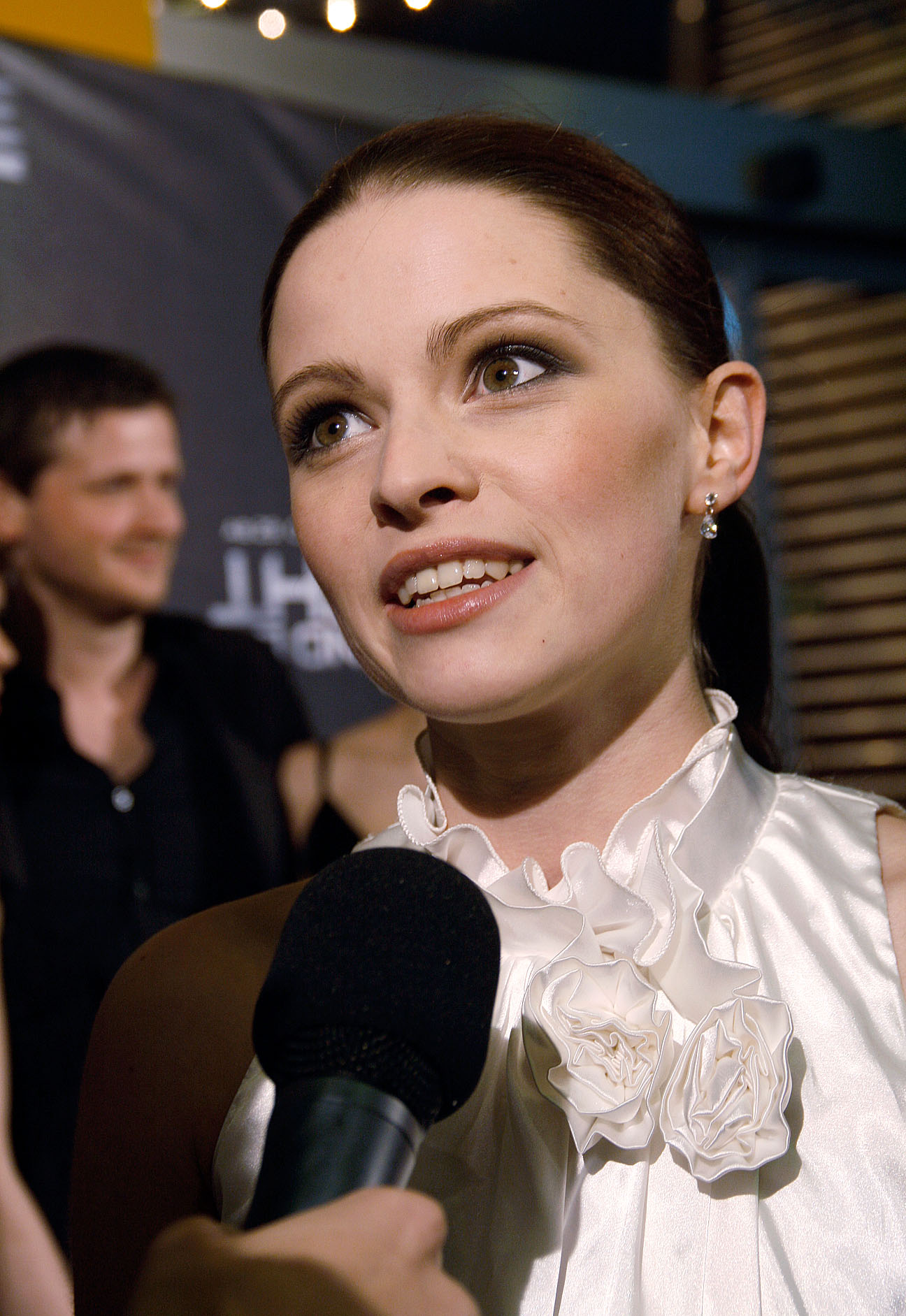
Jennifer Ulrich (2010)

### Hauptbesetzung
Im Folgenden werden die Schauspieler gelistet, die eine Hauptrolle spielen, sortiert nach der Benennung der Darsteller im Vorspann. Zusätzlich wurden die Kinderdarsteller der Hauptrollen nach den Erwachsenendarsteller angefügt.
| Rolle                                         | Jahr | Beschreibung                                                                                                   | Schauspieler      | Episoden    |
| --------------------------------------------- | ---- | --- | ----------------- | ----------- |
| Bernard Hausmann                              | 1997 | Arzt in der Siedlung                                                                                           | Devid Striesow    | 1–8         |
| Bernard Hausmann                              | 1976 | Arzt in der Siedlung                                                                                           | Devid Striesow    | 1–8         |
| Paul Schäfer                                  | 1997 | Sektenführer                                                                                                   | Götz Otto         | 1–8         |
| Paul Schäfer                                  | 1976 | Sektenführer                                                                                                   | Götz Otto         | 1–8         |
| Leonardo „Leo“ Rafael Ramírez Soto            | 1997 | Staatsanwalt in Santiago de Chile                                                                              | Marcel Rodriguez  | 1–8         |
| Leonardo „Leo“ Rafael Ramírez Soto            | 1976 | Siedlungsbewohner                                                                                              | Ignacio Gómez 1   | 1–4, 7–8    |
| Klaus Becker alias Pedro Alberto Ramírez Soto | 1997 | geflohener Siedlungsbewohner                                                                                   | Nils Rovira-Muñoz | 1–8         |
| Klaus Becker alias Pedro Alberto Ramírez Soto | 1976 | Siedlungsbewohner, Pedro wird im Sommer 1976 für tot erklärt, lebt jedoch unter der Identität von Klaus Becker | Lucas Morales 1   | 1–5, 8      |
| Pamela Rodríguez                              | 1997 | Kriminalbeamtin für Sexualdelikte in Parral                                                                    | Antonia Zegers    | 1–8         |
| Anke Meier                                    | 1997 | Krankenschwester in der Siedlung                                                                               | Jennifer Ulrich   | 1–8         |
| Anke Meier                                    | 1976 | Siedlungsbewohnerin                                                                                            | Mariana Coghlan 1 | 1–3, 5–6, 8 |
| Caroline „Caro“ Ramírez Scheck                | 1997 | Mitarbeiterin der Deutschen Botschaft in Santiago de Chile, Ehefrau von Leo Ramírez                            | Martina Klier     | 1–8         |
| Ava                                           | 1997 | Gehilfin von Paul Schäfer                                                                                      | Julieta Figueroa  | 1–8         |
| Ava                                           | 1976 | Siedlungsbewohnerin                                                                                            | Maria Tapia 1     | 6           |

### Nebenbesetzung
Im Folgenden werden Schauspieler gelistet, die eine wiederkehrende Nebenrolle spielen. Sortiert nach Folgenauftritt.
| Rolle                | Jahr | Beschreibung                                                                                    | Schauspieler          | Episoden    |
| -------------------- | ---- | ----------------------------------------------------------------------------------------------- | --------------------- | ----------- |
| Herr Jiménez         | 1997 | Richter in Santiago de Chile                                                                    | Alejandro Trejo       | 1–2, 4–5, 8 |
| Herr Martínez        | 1997 | Kriminalpolizei-Chef in Parral                                                                  | Daniel Antivillo      | 1–4, 7      |
| Hartmut Sattelberger | 1997 | Abteilungsleiter der Deutschen Botschaft in Santiago de Chile                                   | Carlos Kaspar         | 1–2, 5–8    |
| Hannelore Harms      | 1997 | Mitarbeiterin der Deutschen Botschaft in Santiago de Chile                                      | Amaya Forch           | 1–3, 5–7    |
| Carmen Ramírez Soto  | 1997 | Schwester von Leo Ramírez, lebt in Parral                                                       | Paola Giannini        | 1–8         |
| Joel Carrillo        | 1997 | Mitarbeiter des Senators Ríos                                                                   | Felipe Ríos           | 1–5         |
| Ínes Hausmann        | 1997 | Krankenschwester in der Siedlung, Ehefrau von Bernard Hausmann, wird in Folge 7 von ihm erwürgt | Heidrun Maria Breier  | 2–7         |
| Manuel Contreras     | 1976 | Chef der Geheimpolizei von Pinochet                                                             | Sergio Piña           | 2–4         |
| Gerhard Mertins      | 1976 | Waffenhändler, BND-Mitarbeiter, Bekannter von Sattelberger                                      | Gerardo Ebert         | 2–4         |
| Pablo Jenga          | 1997 | Ex-Mann von Pamela Rodríguez, Leiter einer Spezialeinheit                                       | Iván Álvarez de Araya | 5–8         |

### Gastauftritte
Schauspieler, die in einer oder mehreren Episoden eine Gastrolle spielen, werden im Folgenden gelistet. Sortiert nach Folgenauftritt.
| Rolle                                      | Jahr | Schauspieler        | Episode |
| ------------------------------------------ | ---- | ------------------- | ------- |
| Senator Ríos                               | 1997 | Hernán Vallejo      | 1–2     |
| Pastor Paulo Lentins                       | 1976 | Luis Dubó           | 2, 4    |
| Schwester Claudia                          | 1997 | Christianne Díaz    | 2       |
| Forensikerin                               | 1997 | Luz María Yacometti | 3–4     |
| Dr. Ruíz                                   | 1997 | Vittorio Yaconi     | 3       |
| Rosalía Santelices                         | 1976 | Camila Vega         | 5       |
| Deutscher Botschafter in Santiago de Chile | 1997 | Stephan Behrend     | 6, 8    |
| Deutsche Journalistin                      | 1997 | Úrsula Barentin     | 8       |

## Produktion

### Entstehungsgeschichte
Die Idee zur Serie stammte von den chilenischen Produzenten und Autoren María Elena Wood und Patricio Pereira, die 2017 und 2018 an den preisgekrönten, chilenischen Miniserien Ramona und Mary & Mike beteiligt waren. Dabei basiert der fiktionale Thriller auf historisch-wissenschaftlichen Grundlagen; genauer auf Geschehnissen in der 1961 im Süden Chiles in Parral gegründeten Siedlung einer deutschen Sekte um Paul Schäfer namens Colonia Dignidad, die 1973 im Zuge des Militärputschs von Augusto Pinochet aufgrund von Menschenrechtsverletzungen in die Schlagzeilen geriet.

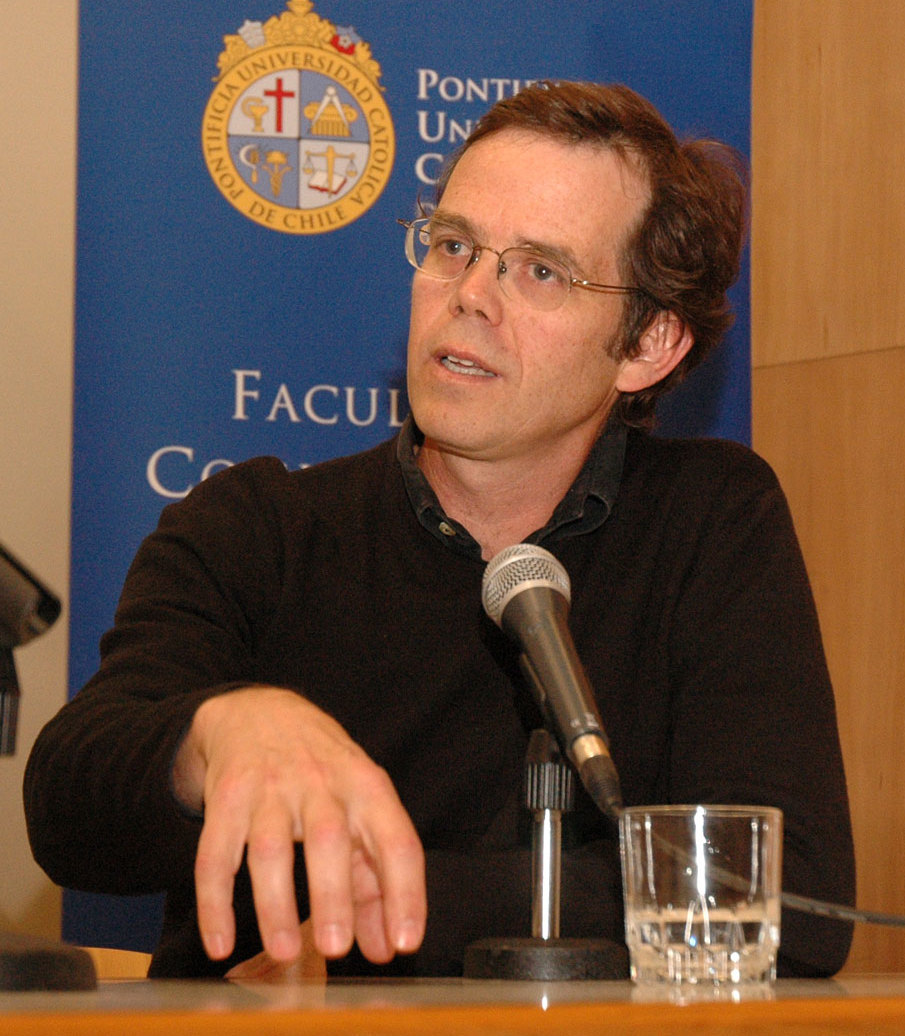
Executive Producer Andrés Wood

Bereits im Oktober 2015 erhielt die Produktionsfirma Wood Producciones unter der Führung von Andrés Wood, dem Ehemann von María Elena Wood, für das Serienprojekt La colonia 414.135.624 Chilenische Pesos (ca. 495.000 Euro, nach dem damaligen Wechselkurs) aus dem Fond des Nationalen Fernsehrats Chiles (Consejo Nacional de Televisión, kurz CNTV). Das damalige Serienkonzept war abweichend vom heutigen. Die Serie sollte die Flucht zweier Freunde, namens Tobías Müller und Salo Luna, aus der Siedlung 1997 behandeln. Dabei sollte ebenfalls über zwei Zeitebenen (1976 und 1997) erzählt werden. Die chilenischen Drehbuchautoren Paula del Fierro und Enrique Videla begannen mit dem Schreiben der Drehbücher 2016. Laut Wood seien sie durch die Bemühungen von Hernán Fernández, dem Anwalt, der Paul Schäfer zehn Jahre lang ohne die Unterstützung von offiziellen Behörden verfolgte, und dem es schließlich gelang, mit Hilfe einer chilenischen Fernsehsendung und der Ermittlungsjournalistin Carola Fuentes seinen Haftbefehl zu bekommen, inspiriert worden.
Nachdem seit Ende 2017 nach europäischen Investoren gesucht worden war, wurde im August 2018 bekannt, dass die deutsche Story House Media Group unter der Leitung von Andreas Gutzeit als Koproduzenten gewonnen wurden. Im Zuge dessen wurde das Serienkonzept verändert. Gutzeit als Headwriter und die deutsche Buchautorin Swantje Oppermann wirkten an den neuen Drehbüchern mit. Die Skripte wurden anschließend von den deutschen Regisseuren und Drehbuchautoren Robert Krause und Florian Puchert nochmals überarbeitet.
Ende Juni 2019 bzw. Mitte September 2019 wurde bekannt, dass Dignity eine gemeinsam von dem chilenischen Fernsehsender Mega und der deutschen Streamingplattform Joyn beauftragte Serienproduktion ist. Für Joyn ist die Serie die erste internationale Koproduktion mit einem ausländischen Sender und ist somit die erste von Joyn eigenproduzierte Serie, die auch international veröffentlicht wird. Zudem ist sie das erste kostenpflichtige Programm der Plattform, nachdem dort mit Serien wie Die Läusemutter, Frau Jordan stellt gleich und Check Check bereits 2019 kostenfreie Comedyserien veröffentlicht worden sind.

### Vorproduktion und Dreharbeiten
Produziert wurde der Thriller von den Produzenten Miggel Schwickerath und Jana Cisar gemeinsam durch die chilenische Produktionsfirma Invercine & Wood unter der Leitung der Executive Producer María Elena Wood, Matías Cardone, Macarena Cardone, Patricio Pereira und Andrés Wood sowie die deutsche Story House Pictures unter Leitung von Andreas Gutzeit und Jens Freels. Für die Story House Media Group ist der Thriller die erste Serienproduktion. Zudem waren die Executive Producer Bo Stehmeier, Alex Fraser und Lisa Fidyka für Red Arrow Studios International, Patricia Bazán und Jaime Sepúlveda für Mega sowie Steve Blank und Thomas Münzner für Joyn an der Produktion beteiligt. Die Produktionskosten pro Folge lagen bei ungefähr 330.000 Euro. Für das Casting waren Roberto Matus und Ulrike Müller zuständig.
Die Dreharbeiten für die acht Episoden fanden unter der Regie von Julio Jorquera Arriagada von Juni bis September 2019 hauptsächlich in Chile statt. Gedreht wurde unter anderem in der chilenischen Hauptstadt Santiago de Chile und in der Ortschaft Coya. Des Weiteren wurde erstmals an den Originalschauplätzen in der ehemaligen Colonia Dignidad, der heutigen Villa Baviera, gedreht. Ferner sind Originalgegenstände von Paul Schäfer, wie seinen Tisch und seine Gemälde, in der Serie zu sehen. Während Francisca Román für das Kostümbild zuständig war, zeichnete Víctor Núñez für das Maskenbild verantwortlich. Sergio Armstrong und Cristián Petit-Laurent fungierten als Kameramänner.

### Postproduktion
Federführend für den Schnitt waren Álvaro Solar und Valeria Valenzuela zuständig, José Miguel Tobar und José Miguel Miranda für die Musik. Als Titelsong wurde die Neuinterpretation Kein schöner Land von Manuel Oyanadel des Volkslieds Kein schöner Land in dieser Zeit, das auf Anton Wilhelm von Zuccalmaglio zurückgeht, verwendet.
Die Drehbücher bestehen aus deutschen und spanischen Dialogen. Letztere werden im deutschsprachigen Raum mit deutschem Untertitel versehen.

## Veröffentlichung
Bereits am 14. Oktober 2019 wurden auf der Fernsehmesse MIPCOM in Cannes erste Ausschnitte von Dignity veröffentlicht. Es waren auch die Hauptdarsteller anwesend.

### Deutschland
Die Erstveröffentlichung erfolgte zwei Monate später ab dem 19. Dezember 2019 auf der deutschen Streamingplattform Joyn. Mit der Serie startete Joyn den kostenpflichtigen Subscription-Video-on-Demand-Angebot Joyn Plus+. Dignity ist nur auf Joyn Plus+ und nur in Deutschland verfügbar. Wöchentlich und bis zum 9. Januar 2020 wurden je zwei neue Folgen veröffentlicht.

### Chile / Lateinamerika
In Chile sollte die Veröffentlichung der achtteiligen Serie unter dem Titel Dignidad mit dem Start der neuen Streamingplattform Megas Mega Go ab Mai 2020 stattfinden. Jedoch wurde Anfang Mai 2020 bekannt, dass der Nationale Fernsehrat Chiles CNTV eine Veröffentlichung der Serie auf der Streamingplattform verbietet, da die Erstausstrahlung von Filmen und Serien, die durch Fördergelder aus den CNTV-Fonds unterstützt wurden, im frei empfangbaren, chilenischen Fernsehen stattfinden muss. Erst zwölf Monate nach der Free-TV-Erstausstrahlung darf die Serie kostenpflichtig zur Verfügung gestellt werden. Ende Juni 2020 wurde seitens der CNTV-Präsidentin Catalina Parot Reformen bezüglich dieser Erstausstrahlung-Regelung angekündigt. Gleichzeitig wurde eine Ausnahmeregelung für die chilenische Serie La jauría erlassen, deren Erstveröffentlichung bei Prime Video ab dem 10. Juli 2020 mit einem kostenpflichtigen Abonnement verfügbar ist. Anfang September 2020 wurde bekannt, dass das Medienunternehmen Megamedia (Eigentümerin des Senders Mega) für Lateinamerika eine Kooperation bezüglich der Veröffentlichung mit Amazon eingegangen ist. Demnach wurden alle Folgen gleichzeitig auf der kostenpflichtigen Streamingplattform Prime Video am 13. November 2020 in den Ländern Argentinien, Costa Rica, El Salvador, Guatemala, Honduras, Kolumbien, Mexiko, Nicaragua, Panama und Peru sowie Chile veröffentlicht. Auf dem frei empfangbaren Fernsehsender Mega in Chile wurde die Serie wöchentlich in der Nacht von Freitag auf Samstag um 3:30 Uhr ab dem 13. bzw. 14. November 2020 ausgestrahlt.

### International
Für den weltweiten Vertrieb unter dem Titel Dignity ist das Unternehmen Red Arrow Studios International zuständig.
Ende Juni 2020 wurde bekannt, dass HBO die Pay-TV- und SVoD-Veröffentlichungsrechte der Serie für die Länder Dänemark, Finnland, Norwegen, Schweden, Portugal, Spanien, Polen, Tschechien, Ungarn, Bosnien und Herzegowina, Kroatien, Montenegro, Serbien, Slowenien, Bulgarien, Slowakei, Nordmazedonien sowie Rumänien gesichert hat. Während in den sechs erstgenannten Ländern die Veröffentlichung aller Folgen am 1. August 2020 stattfanden, fanden sie in den restlichen Ländern am 14. August 2020 statt.
Der australische öffentlich-rechtliche Rundfunkveranstalter Special Broadcasting Service sicherte sich im November 2020 die Veröffentlichungsrechte für den Fernsehsender SBS und die Streaming-Plattform SBS On Demand.

## Rezeption

### Kritik
Dignity erhielt positive Kritiken. Michael Thumann von Zeit Online kommentierte, dass mit der Serie Story House Production „ein Thriller“ gelungen sei, „der eine fesselnde Serienhandlung mit historischer Dokumentation verbindet“. Er findet, Dignity führe seine „Zuschauer zurück in die Schrecken, die Versäumnisse, das Wegsehen und konfrontiert auch sie mit der Mauer des Schweigens, unter denen die Opfer von Paul Schäfer so lange gelitten haben“. Mit der prominenten Besetzung werde die Handlung „authentisch wie ein[…] Dokumentarfilm“ erzählt und „die Landschaftsaufnahmen zeigen die Gegend am Río Perquilauquén, deren überwältigende Schönheit im schrillen Kontrast zur Hässlichkeit des Lebens in der Kolonie stand“. Thumann lobt auch, dass Dignity eine deutsch-chilenische Koproduktion ist. Dies sei wichtig, da „der Schatten der Colonia Dignidad […] lange zwischen beiden Ländern“ stand. Allerdings meint Thumann, dass der Zuschauer zumindest in den ersten beiden Folgen zu wenig von den Schrecken der Colonia Dignidad mitbekomme. „Bis auf die Szene von Pedro und Schäfer im Badezimmer und einer wahrlich erschütternden Episode einer Scheinbeerdigung spart die Regie […] mit Einblicken in den psychischen Druck und die physische Gewalt, die in der Kolonie geherrscht hatte.“
Auch Klaus Raab von Spiegel Online bewertet die Serie positiv. Er findet, dass „‚Dignity‘ […] anschlussfähig an gesellschaftspolitische Großbaustellen“ sei und meint, dass „[d]ie Serie […] sicher zu den sehenswertesten deutschen Serien des Jahres“ zählt. Stefan Fischer von der Süddeutschen Zeitung konnte vor allem von der schauspielerischen Leistung überzeugt werden. So verkörpert Otto „den Widerling mit einer kalten Brutalität, die immer wieder ins Sentimentale kippt, was ihn vollends unberechenbar macht“ und „Rodriguez spielt Ramirez’ unterdrückte Wut und die Beklemmung […] mit ähnlicher Zurückhaltung wie Götz Otto den zynischen Messianismus Schäfers“. Er lobt Regisseur Jorquera, der den Schauspielern den Raum gegeben habe, „tatsächlich zu spielen und nicht nur ihre Texte abzuliefern“. Auch Matthias Hannemann von der Frankfurter Allgemeine Zeitung lobte die ersten beiden Episoden. „Szene für Szene jagt uns in ‚Dignity‘ der Schauer über den Rücken, unterstützt von einer Musik, die zum Einstieg mit unguten Flächenklängen arbeitet, über denen die schneidend helle Melodie von ‚Kein schöner Land‘ liegt, und manchmal in nur einem einzigen, langen Ton eines Streichers besteht.“
Jörg Taszman vom Mitteldeutschen Rundfunk beurteilt die Serie als „erstaunlich gut, sehr präzise, bei weitem nicht so reißerisch und mitunter oberflächlich wie der Spielfilm von Florian Gallenberger“. Vor allem lobt er den sprachlichen Umgang, bei der „viel auf Spanisch mit deutschen Untertiteln und auch auf Deutsch“ gesprochen wird. Enttäuscht ist er jedoch von der geringen Aufmerksamkeit der Serie, da sie bei der Veröffentlichung „leider völlig unterging“.

### Auszeichnungen
Die deutsch-chilenische Thriller-Serie wurde als einzige deutsche Produktion für den Wettbewerb des Serienfestivals Canneseries 2020 unter die Top 10 ausgewählt. Zudem wurde sie für den Grimme-Preis 2021 in der Kategorie Fiktion nominiert.